# Ratva
Ratva es una aldea del municipio de Alutaguse en el condado de Ida-Viru, Estonia, con una población censada a final del año 2011 de 19 habitantes. 
Se encuentra ubicada al sureste del condado, cerca de la costa septentrional del lago Peipus y del río Narva que la separa de Rusia.